# 존 배리모어
존 배리모어(영어: John Barrymore, 본명: 존 시드니 블라이드, 본명 영어: John Sidney Blyth, 1882년 2월 15일 ~ 1942년 5월 29일)는 미국의 배우이다.

## 출연 작품
- 인사이드 데이시 클로버 (1965)
- 플레이메이트 (1941)
- 미드나이트 (1939)
- 마리 앙투아네트 (1938)
- 북해의 남아 (1938)
- 트루 컨페션 (1937)
- 메이타임 (1937)
- 로미오와 줄리엣 (1936)
- 뉴욕행 열차 20세기 (1934)
- 나이트 플라이트 (1933)
- 카운셀러 엣 로 (1933)
- 8시 석찬 (1933)
- 래스퓨틴 앤 더 엠프리스 (1932)
- 이혼 증서 (1932)
- 그랜드 호텔 (1932)
- 쇼 오브 쇼 (1929)
- 영원한 사랑 (1929)
- 씨 비스트 (1926)
- 벤허 (1925)
- 지킬 박사와 하이드씨 (1920)